# Drive (песня Эда Ширана)
«Drive» — песня британского певца Эда Ширана. Она была выпущена 20 июня 2025 года в качестве пятого сингла из альбома саундтреков к фильму «F1» с Брэдом Питтом в главной роли. Ширан написал песню вместе с продюсерами Джоном Мейером и Блейком Слаткиным. В «Drive» Майер играет на гитаре, а также Дэйв Грол из Foo Fighters на ударных, басист Пино Паладино и клавишник Рами Джаффи, а также Слаткин играет на дополнительных клавишных и программирует ударные.

## Отзывы
Billboard оценил её как лучшую песню в альбоме F1 из 17 треков. По мнению Billboard, «Drive» попадает в цель благодаря своим энергичным отсылкам к миру гонок и Формулы-1 и передаёт острые ощущения от высокой скорости и интенсивность, являющиеся синонимами F1.

## Музыкальное видео
Видеоклип на песню «Drive» был выпущен в тот же день, что и релиз сингла на YouTube-канале Ширана. Видео, снятое Крисом Виллой, включает в себя гоночные образы.

## Чарты

### Еженедельные чарты
| Чарт (2025)                              | Высшая позиция |
| ---------------------------------------- | -------------- |
| Япония (Japan Hot 100)                   | 88             |
| Новая Зеландия (RMNZ)                    | 17             |
| Республика Корея (Circle BGM Chart)      | 48             |
| Республика Корея (Circle Download Chart) | 119            |
| Великобритания (OCC UK Singles)          | 49             |
| США (Billboard Adult Pop Airplay)        | 38             |